# Pojurze
Pojurze (lit. Pajūris) – miasteczko na Litwie w okręgu tauroskim w rejonie szyłelskim, siedziba gminy Pojurze, 945 mieszkańców (2005).
Było stolicą jednego z traktów Księstwa Żmudzkiego i razem z okolicznymi dobrami wchodziło w skład dóbr stołowych Wielkich Książąt Litewskich.
Dzierżawcami w XVI w. byli Wojnowie, w XVIII w. Szhemithowie. W 1775 r. decyzją Sejmu dobra sprywatyzowano i nadano Wolmerom. W końcu XVIII w. w rękach Wołłowiczów, a w końcu XIX w. właścicielami byli Platerowie.
W okresie międzywojennym majątek rozparcelowano, a jego największą część kupił Kazus Nauseda i w roku 1935 ofiarował je franciszkanom, założony klasztor działał do 1940 r. Po 1945 r. urządzono tu szkołę rolniczą. Zachował się park i kilka zabudowań gospodarczych.
Kościół katolicki fundacji Wołłowiczów (zbudowany w 1780 lub 1790 r.). Przebudowany w I poł. XIX w.
Podczas okupacji hitlerowskiej w lipcu 1941 roku Niemcy utworzyli getto dla żydowskich mieszkańców. Przebywało w nim około 800 osób. We wrześniu 1941 roku Niemcy zlikwidowali getto, a Żydów wywieziono do obóz koncentracyjny Auschwitz. 